# Custer County (Idaho)
Custer County is een county in de Amerikaanse staat Idaho.
De county heeft een landoppervlakte van 12.757 km² en telt 4.342 inwoners (volkstelling 2000). De hoofdplaats is Challis.

## Geschiedenis
De county is opgericht in 1881 en genoemd naar de General Custer Mine, waar vijf jaar eerder goud gevonden werd.

## Geografie

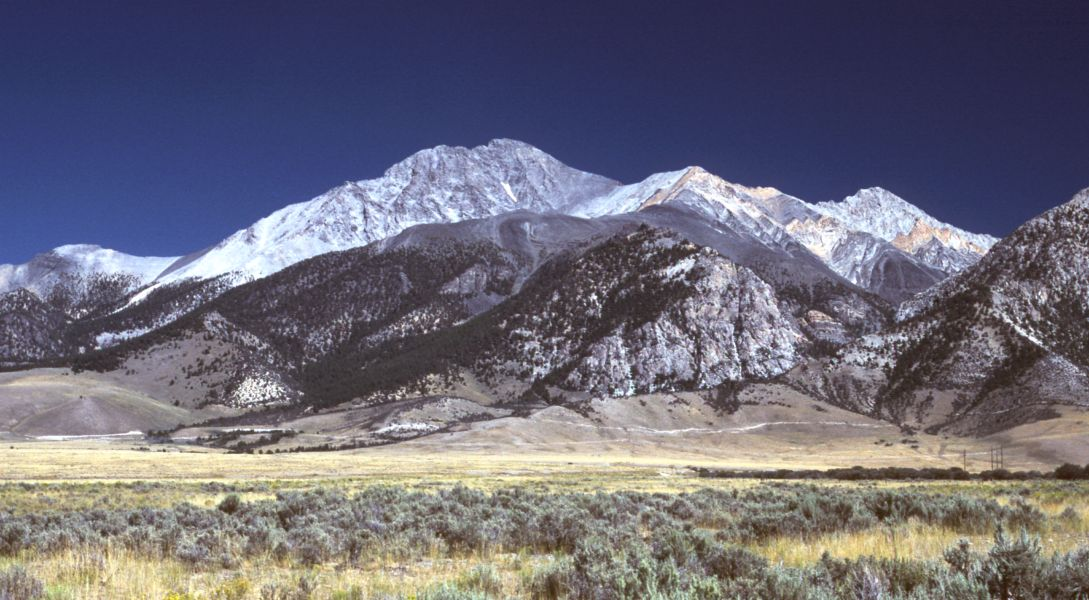
Borah Peak

In het oosten van de county bevindt zich het gebergte Lost River Range, met als hoogste punt de top van Borah Peak (3859 m.), tevens het hoogste punt in de staat Idaho.
In het westen bevindt zich de Sawtooth Range, waarvan het hoogste punt, Thompson Peak (3277 m.) in Custer County ligt.
De belangrijkste rivieren zijn de Salmon River en de Big Lost River.